# پورکارنس
پورکارنس (به لاتین: Borgarnes) (تلفظ ایسلندی: [ˈpɔrkarˌnɛs]‏) یک شهرک در ایسلند است که در وستورلاند واقع شده‌است. پورکارنس ۱٬۸۷۵ نفر جمعیت دارد.

## خواهرخوانده
شهرهای Dragsholm Municipality، فلکنبی، Leirvík و Ullensaker خواهرخوانده‌های پورکارنس هستند.